# 聖徳大学附属小学校
聖徳大学附属小学校（せいとくだいがくふぞくしょうがっこう、英語: Primary school attached to Seitoku university）は、千葉県松戸市秋山にある私立小学校。学校法人東京聖徳学園が設置者であり、当校は聖徳大学の附属学校である。校則が厳格である。

## 沿革
- 1986年（昭和61年）4月 - 聖徳学園短期大学附属小学校として開校。当初の児童数69名。1年から4年まで在籍。
- 1990年（平成2年）4月 - 聖徳大学の開学にともない、聖徳大学附属小学校と改称。
- 2003年（平成15年）11月 - 学園全体でISO 9001ならびにISO 14001取得。教育機関としては日本初。2007年現在唯一の小学校。

## 校歌
- 作詞: サトウハチロー
- 作曲: 中田喜直

## 著名な教職員経験者
- 角田元良 - 元学校長。東京都公立小学校長会長・全国連合小学校長会会長・中央教育審議会委員。
- 川並知子 - 主事。全日本私立幼稚園PTA連合会任理事。全千葉県私立幼稚園連合会元会長。
- 岩上廣志 - 元音楽教諭[1]。

## 交通
- 北国分駅・秋山駅から徒歩15分。
- 松戸駅から京成バス[松51-2][松52][松54]、市川駅・市川真間駅から京成バス[市44][松54]で「聖徳学園」下車。

## 学内施設
学内環境
- 建学から長い年月が経ているが、建学以来、学校内の大規模な修築工事は一度も行われていない（ガラス、扉、襖、絨毯などの消耗品は適宜交換)。

施設・設備
- 学校長が他大学の考古学部から譲り受けた兵馬俑が二つ中央講堂の脇に展示されている。
- 校内中央にある3階まで吹き抜けの「ふれあい広場」のレリーフは利根山光人の作品「生命の樹」である。
- 図書室（小学校部門）には約4万冊の書籍が所蔵されている。
- 礼法室では小笠原流礼法宗家師範を招いて全生徒が週に一度の講義を受ける。
- 約10,000m2の広さのグラウンドには競技用のトラック以外は一部に芝が敷かれている。アスレチック設備もあり。
- 校外施設として聖徳大学川並香順記念講堂、セミナーハウス「かすが荘」「山中湖荘」などがある。
- 各クラスの教室には壁がなく、全国に先駆けてオープンスペース方式（ワークスペース）が採用されている。

学内防犯設備
- 創立時から学内全域に防犯カメラがある。学内には警護官が守衛所に配されている。
- 安全面を考慮して詳細な防犯設備は公表されていない。

## 校則
- 厳密には校則ではなく、学園に代々受け継がれている不文の慣習律である。しかし児童にはあまり知られていない。項目数はゆうに300条を越える。このことは岩上教諭の著書で詳しく語られている[1]。

## 特色ある教育
礼法
- 中学校・高等学校同様、週1時間小笠原流礼法の授業がある。小学校を卒業すればその在学年数に関係なく、『小笠原流礼法若葉の傳』が授与。本免許は履歴書、略歴など公文書にも記載できる正式なものである。

近年の特筆すべき行事
- 第56代全米最優秀教師のキンバリー・オリバーが来校。児童と共に会食した。
- ペスタロッチ研究所（スイス・イヴェルドン市）より所長・前所長が来学した。
- 小島敏男による学校視察（スクールミーティング）が実施された。
- 聖徳学園の学内全面禁煙が決定。教員、来賓、保護者、来校者も含めて完全禁煙とされた。
- 聖徳祭（文化祭）は照明装置を備えた舞台で行われる。設備は一般の市営ホールなどよりも恵まれている。
- 堂本暁子が来学。生徒と会食した。
- 聖徳祭の卒業演奏は6年生が約半年の間、各大学から招かれた音楽専門家に教えを受ける。
- ウィーン少年合唱団を学園音楽講堂に招待。
- 聖徳学園の卒業式では、小学校においても1ヶ月ほど前から毎日練習が行われる。来賓には地元選出の国会議員もいる。
- 毎年、全生徒・保護者を対象とした音楽鑑賞会が開催。聖徳大学の音楽講堂にてオーケストラの演奏が行われる。
- サントリーホールで行われた高円宮妃久子臨席の創立記念式典では生徒会の役員が司会進行を務めた。
- 2004年（平成16年）には制服が新しく花井幸子デザインのものとなった。（前制服のデザインは森英恵）

音楽教育
- 創立時からの音楽教諭であった元教員・岩上廣志は在任中に聖徳独自の音楽体系を形成した。聖徳での合唱練習などでは「大きな声で挨拶したか」等の細かい質問が首席指揮者から3～4題ほど出題され、その問を練習の時は9人以下試験の時はクラスの全児童がクリアしなければ練習も試験も受けられない。なお、聖徳での音楽教育については前述の岩上の著書、『光り輝くこどもたち』の中で詳しく述べられている[1]。

国語教育
- 日本漢字能力検定を毎年行っている。複数回、学校賞を受賞。
- 校内には、小学校教育6年間で使う国語教科書の掲載作品に登場するほぼすべての植物が植えられている。
- てのひら文庫では7年連続の最優秀校最優秀校受賞。てのひら文庫32回の歴史の中で7年連続は初。2006年度、聖徳では児童数の5分の1に相当する135名の児童が個人賞を受賞した。

倫理教育
- 6年生になると戦中の満州や南方戦線の記録映像が授業で上映される。

## 主なテレビ出演歴
- 「熱血!平成教育学院」
- 「発掘!あるある大事典」
- 「ジャポニカ学習帳（CM）」
- 「わいわい広場」
- 「私学教育」
- 「奥様は魔女」
- 「受験の神様」

## 主な受賞歴
- 第28回てのひら文庫賞読書感想文全国コンクール学校賞最優秀賞受賞。
- 第28回てのひら文庫賞読書感想文全国コンクール石森延男賞受賞。
- 第29回てのひら文庫賞読書感想文全国コンクール学校賞最優秀賞受賞。
- 第30回てのひら文庫賞読書感想文全国コンクール学校賞最優秀賞受賞（全国で唯一の受賞。五年連続受賞）。
- 第46・47回千葉県吹奏楽コンクール金賞受賞。
- 第48回千葉県吹奏楽コンクール銀賞受賞。
- 第24回川の写真コンクール学校賞受賞。
- 日本漢字能力検定団体内表彰最優秀賞受賞。
- 日本漢字能力検定優秀団体賞受賞。（平成16年度）
- 日本漢字能力検定優秀団体賞受賞。（平成17年度）
- 日本漢字能力検定特別団体賞受賞。（平成20年度）[3]
- 日本漢字能力検定特別団体賞受賞。（平成22年度）[4]
- 日本漢字能力検定特別団体賞受賞。（平成23年度）[5]
- 日本漢字能力検定特別団体賞受賞。（平成24年度）[6]
- 実用数学技能検定グランプリ金賞受賞。
- 実用数学技能検定グランプリ奨励賞受賞。
- みどりの小道環境日記コンテスト・グリーンクロスジャパン理事長賞受賞。
- 勇気でススメ『鉄人28号』ミニ作文コンクール学校賞・団体賞受賞。
- 千葉県福祉教育研究指定校認定。（3回年連続認定）

（2005年以降のみ記載）

## 主な新聞記事
- 全国に先駆けた学内一斉禁煙が取り上げられる。（産経新聞・読売新聞・東京新聞）
- 千葉県小・中・高等学校書初展覧会文部科学大臣賞受賞の記事が記載される。（千葉日報）
- 学内の排水濾過装置が取材される。（日刊工業新聞）

## 吹奏楽クラブ
コルネット、アルトホルン、トロンボーン、ユーフォニウム、チューバ、パーカッションより構成されるブリティッシュスタイルのブラスバンドで、昭和61年（1987年）の開校と同時に創立された。岩上廣志のオペレッタ作品「猫のコーラス」など、独自のレパートリーを中心に音楽活動を展開している。
また、ハーモニカやアコーディオンなどのリード楽器の練習にも取り組んでおり、入学式などの式典音楽、各種集会での音楽を担当している。年間4、50回の本番を行うため、そのレパートリーの数は5、60曲を超える。練習は月曜から金曜までの毎朝、および土曜日の放課後という限られた時間内で行われる。
吹奏楽コンクールにおいて金賞受賞するなど、対外的にも評価を得ている。2006年より木管楽器も追加。

## 系列校
学校法人東京聖徳学園#設置校を参照。